# Superpuchar Łotwy w piłce siatkowej mężczyzn
Superpuchar Łotwy w piłce siatkowej mężczyzn (łot. Latvijas Superkauss volejbolā vīriešiem) – rozgrywki w piłce siatkowej organizowane przez Łotewski Związek Piłki Siatkowej (Latvijas volejbola federācija) od 2021 roku, w których rywalizują ze sobą mistrz i zdobywca Pucharu Łotwy. Zgodnie z regulaminem, jeżeli ta sama drużyna w jednym sezonie zdobyła mistrzostwo i Puchar Łotwy, wówczas prawo udziału w meczu o superpuchar ma wicemistrz Łotwy.
Po raz pierwszy mecz o Superpuchar Łotwy odbył się w sezonie 2020/2021. Miał on zastąpić odwołany w tym sezonie w związku z pandemią COVID-19 Puchar Łotwy. Pierwszym zdobywcą Superpucharu Łotwy został SK Jēkabpils Lūši. Od tego czasu spotkanie o Superpuchar Łotwy odbywa się corocznie przed początkiem sezonu ligowego.
Od sezonu 2021/2022 sponsorem tytularnym rozgrywek jest przedsiębiorstwo Optibet.

## Historia
Idea zorganizowania meczu o superpuchar pojawiła się w związku z odwołaniem w sezonie 2020/2021 z powodu pandemii COVID-19 rozgrywek o Puchar Łotwy. W miejsce Pucharu Łotwy postanowiono rozegrać spotkanie pomiędzy najlepszą łotewską drużyną ligi bałtyckiej sezonu 2019/2020 – SK Jēkabpils Lūši a zdobywcą Pucharu Łotwy 2019 – RTU Robežsardze/Jūrmala. Odbyło się ono 22 lutego 2021 roku w Olimpijskim Centrum Sportowym (Olimpiskais Sporta centrs) w Rydze. Pierwszym zdobywcą Superpucharu Łotwy został SK Jēkabpils Lūši po zwycięstwie w pięciu setach. Najlepszymi zawodnikami wybrani zostali Łotysz Pāvels Jemeļjanovs i Ukrainiec Witalij Szczytkow. Zgodnie z obowiązującymi na terenie Łotwy restrykcjami mecz odbył się bez udziału publiczności.
Druga edycja Superpucharu Łotwy miała miejsce 25 września 2021 roku w hali sportowej w Jēkabpilsie (Jēkabpils sporta nams). Sponsorem tytularnym rozgrywek zostało przedsiębiorstwo Optibet. Ze względu na fakt, że w sezonie 2020/2021 nie odbyły się rozgrywki o Puchar Łotwy, w meczu o superpuchar udział wzięli mistrz i wicemistrz Łotwy z tego sezonu, tj. SK Jēkabpils Lūši oraz RTU Robežsardze/Jūrmala. Po raz drugi lepszy okazał się zespół z Jēkabpilsu, wygrywając spotkanie w czterech setach. Najlepszymi zawodnikami meczu wybrani zostali Armands Āboliņš i Roberts Kļaviņš.
W trzecim meczu o Superpuchar Łotwy ponownie zagrały kluby SK Jēkabpils Lūši (jako mistrz i zdobywca Pucharu Łotwy) oraz RTU Robežsardze/Jūrmala (jako wicemistrz Łotwy). Spotkanie odbyło się 1 października 2022 roku w hali sportowej gimnazjum Miasta Jurmała (Jūrmalas Valsts ģimnāzijas Sporta halle). Tym razem w trzech setach zwyciężyła drużyna z Jurmały, zdobywając swój pierwszy superpuchar. Nagrody dla najlepszych zawodników odebrali Jēkabs Dzenis oraz Zigurds Adamovičs.
Czwarte spotkanie o Superpuchar Łotwy odbyło się 30 września 2023 roku w Centrum Olimpijskim w Dyneburgu (Daugavpils Olimpiskais Centrs). Uczestniczyli w nim: mistrz Łotwy w sezonie 2022/2023 – Ezerzeme/Daugavpils Universitāte oraz zdobywca Pucharu Łotwy 2022 – RTU Robežsardze/Jūrmala. Po zwycięstwie w pięciu setach po raz pierwszy Superpuchar Łotwy zdobył zespół Ezerzeme/Daugavpils Universitāte. Nagrody dla najlepszych zawodników otrzymali Ilja Makarow oraz Kaspars Kronbergs.
Piąta edycja zorganizowana została 28 września 2024 roku w hali sportowej w Jēkabpilsie (Jēkabpils sporta nams). Mistrz i zdobywca Pucharu Łotwy w sezonie 2023/2024 – SK Jēkabpils Lūši – pokonał w czterech setach wicemistrza Łotwy – Ezerzeme/Daugavpils Universitāte. Był to trzeci superpuchar zdobyty w historii klubu. Najlepszymi zawodnikami wybrani zostali Eduards Stieģelis oraz Dmitrijs Meinerts.

## Triumfatorzy
| Edycja | Data       | Miejsce spotkania                                | 1. miejsce                                                     | 2. miejsce                                          | Wynik spotkania                         |
| ------ | ---------- | ------------------------------------------------ | -------------------------------------------------------------- | --------------------------------------------------- | --------------------------------------- |
| 1      | 22.02.2021 | Olimpiskais Sporta centrs, Ryga                  | SK Jēkabpils Lūši (najlepsza łotewska drużyna ligi bałtyckiej) | RTU Robežsardze/Jūrmala (zdobywca Pucharu Łotwy)    | 3:2 (24:26, 25:23, 25:18, 19:25, 15:11) |
| 2      | 25.09.2021 | Jēkabpils sporta nams, Jēkabpils                 | SK Jēkabpils Lūši (mistrz Łotwy)                               | RTU Robežsardze/Jūrmala (wicemistrz Łotwy)          | 3:1 (25:20, 25:20, 21:25, 25:15)        |
| 3      | 1.10.2022  | Jūrmalas Valsts ģimnāzijas Sporta halle, Jurmała | RTU Robežsardze/Jūrmala (wicemistrz Łotwy)                     | SK Jēkabpils Lūši (mistrz i zdobywca Pucharu Łotwy) | 3:0 (26:24, 25:22, 28:26)               |
| 4      | 30.09.2023 | Daugavpils Olimpiskais Centrs, Dyneburg          | Ezerzeme/Daugavpils Universitāte (mistrz Łotwy)                | RTU Robežsardze/Jūrmala (zdobywca Pucharu Łotwy)    | 3:2 (23:25, 25:23, 25:18, 23:25, 15:11) |
| 5      | 28.09.2024 | Jēkabpils sporta nams, Jēkabpils                 | SK Jēkabpils Lūši (mistrz i zdobywca Pucharu Łotwy)            | Ezerzeme/Daugavpils Universitāte (wicemistrz Łotwy) | 3:1 (24:26, 25:21, 25:21, 25:19)        |

## Bilans klubów
| Lp. | Klub                             | złoto | srebro |
| --- | -------------------------------- | ----- | ------ |
| 1.  | SK Jēkabpils Lūši                | 3     | 1      |
| 2.  | RTU Robežsardze/Jūrmala          | 1     | 3      |
| 3.  | Ezerzeme/Daugavpils Universitāte | 1     | 1      |

## Nagrody MVP
- 2020/2021 –  Pāvels Jemeļjanovs (SK Jēkabpils Lūši) i  Witalij Szczytkow (RTU Robežsardze/Jūrmala)
- 2021/2022 –  Armands Āboliņš (SK Jēkabpils Lūši) i  Roberts Kļaviņš (RTU Robežsardze/Jūrmala)
- 2022 –  Jēkabs Dzenis (RTU Robežsardze/Jūrmala) i  Zigurds Adamovičs (SK Jēkabpils Lūši)
- 2023 –  Ilja Makarow (Ezerzeme/Daugavpils Universitāte) i  Kaspars Kronbergs (RTU Robežsardze/Jūrmala)
- 2024 –  Eduards Stieģelis (SK Jēkabpils Lūši) i  	Dmitrijs Meinerts (Ezerzeme/Daugavpils Universitāte)